# Island Xtreme Stunts
Island Xtreme Stunts is een action-adventurespel ontwikkeld door Silicon Dreams Studio voor Windows, Game Boy Advance en PlayStation 2. Het spel is het vervolg op LEGO Eiland 2: De wraak van Dondersteen.

## Verhaal
Pepper Roni is gevraagd om stuntman te worden in een nieuwe film die op LEGO Island zal worden opgenomen. Na een publiciteitsstunt, waar hij met een motor door een poster heen springt, wordt de eerste scène van de film opgenomen. In deze scène wordt The Brickster (Dondersteen in het vorige spel) achtervolgd op de snelweg. Hierna krijgt Pepper toegang tot het gehele eiland, waar hij losse missies kan voltooien terwijl de film op andere delen van het eiland wordt opgenomen. Naarmate de speler verder komt wordt duidelijker wat de plannen van The Brickster zijn. Later ontvoert hij de Infomaniac en bouwt hij Brickster-Bots. Pepper zorgt ervoor dat alles goed komt voordat de film in première gaat. De speler krijgt deze ook te zien na het voltooien van het spel.

## Merchandising
Van 2002 tot 2003 waren er officiële themasets van het spel te verkrijgen, zoals een skateboardpark en verschillende voertuigen uit het spel. Deze hadden echter geen financiële impact en zijn daardoor na een jaar niet meer verkrijgbaar. Ze worden nu beschouwd als collector's items.

## Problemen
Het spel heeft veel last van problemen onder alle Windows-versies, met uitzondering tot de tweede editie van Windows 98. Spelers kregen last van het blue screen of death door programmeerfouten. Onder Windows ME zijn de meeste problemen bekend, mede door de afwezigheid van DOS. Een patch is beschikbaar, maar deze is in sommige gevallen geïnfecteerd met een trojaans paard. Ook lossen ze het probleem niet altijd op.

## Systeemeisen
De onderstaande systeemeisen zijn minimaal en hebben alleen betrekking tot de Windows-versie.